# CD Palencia Cristo Atlético
CD Palencia Cristo Atlético is een Spaanse voetbalclub. Het thuisstadion is Nueva Balastera in Palencia in de autonome regio Castilië en León. Het team speelt vanaf seizoen 2021-2022 in de nieuwe Segunda División RFEF.
Tijdens het overgangsseizoen 2020-2021 slaagde de ploeg met een tweede plaats om een plek af te dwingen in de nieuwe opgerichte Segunda División RFEF.
Zo speelden ze vanaf seizoen 2021-2022 weer op het vierde niveau van het Spaanse voetbal, waar de Segunda División RFEF de plaats had ingenomen van de vroegere Tercera División.